# Afro-Boliviens

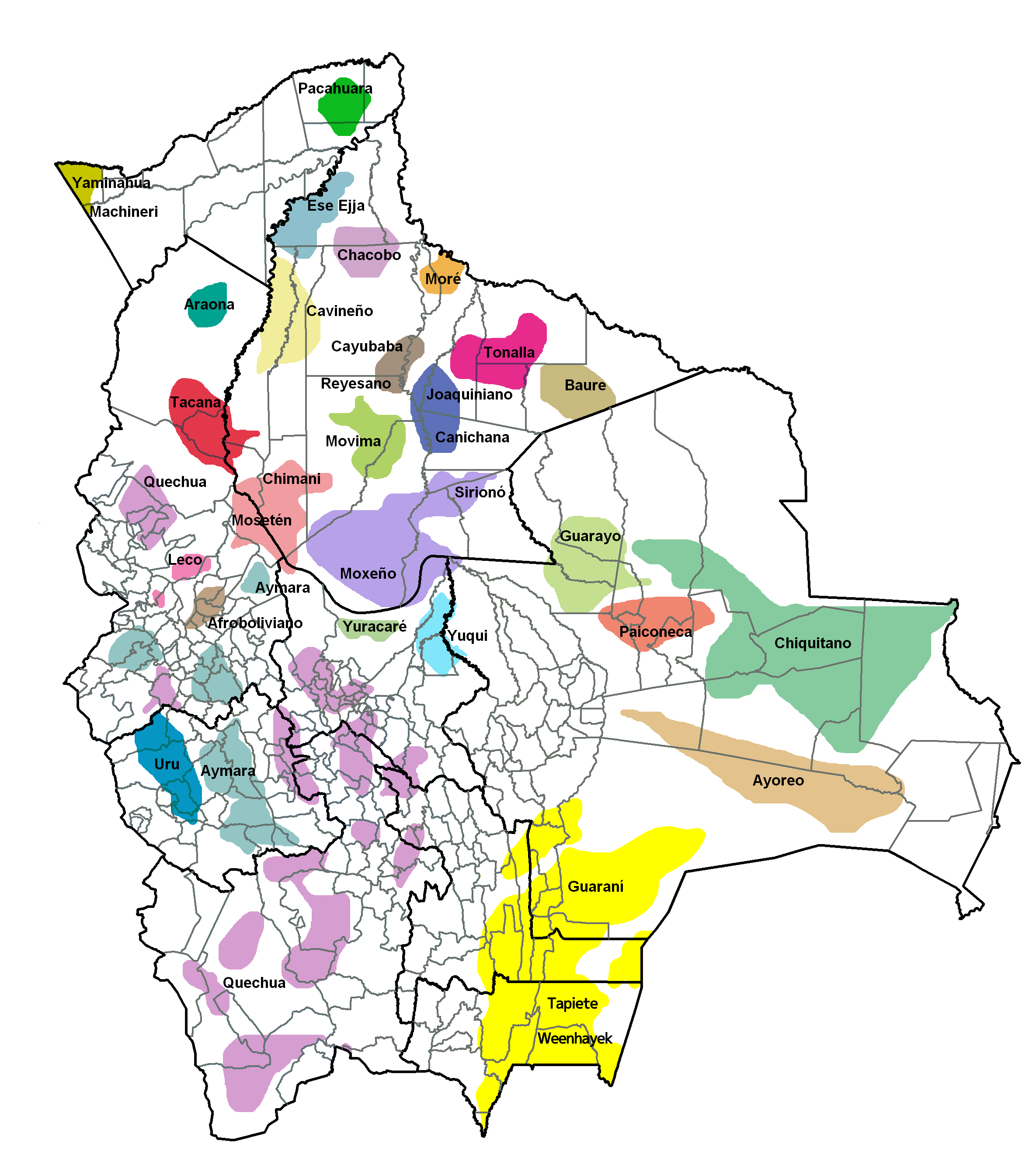
Localisation des Afro-Boliviens (en marron à l'ouest).

Les Afro-Boliviens (en espagnol : Afrobolivianos) sont une minorité originaire d'Afrique subsaharienne, habitant la Bolivie. Issus de l'histoire de la traite atlantique, ils sont surtout localisés dans les Yunga du département de La Paz où ils cultivent la coca.

## Histoire

### Routes de la traite
Lors de la colonisation espagnole, alors que la traite des Noirs est étendue à plusieurs territoires américains, quelques milliers d'esclaves noirs sont acheminés en direction du Haut-Pérou qui deviendra par la suite la Bolivie. Cette population noire est majoritairement originaire de l'Angola et du Congo.
Les esclaves sont tout d'abord acheminés jusqu'à Nombre de Dios sur la côte atlantique du Panama puis doivent traverser à pied l'isthme panaméen jusqu'à arriver à la ville de Panama sur la côte Pacifique. De là, ils doivent embarquer sur un autre navire qui les mène jusqu'au port de Callao sur la côte péruvienne, point de distribution pour toute la vice-royauté du Pérou. À la suite de la fondation de Buenos Aires, une route plus directe peut être établie ; néanmoins le circuit commercial passant par le Pérou résista longtemps en raison de l'influence des commerçants établis sur place. Au XVIIe siècle, on note cependant que plusieurs esclaves à destination du Haut Pérou transitent par Buenos Aires, parfois en provenance du Brésil. En conséquence, une douane spécifique est établie à Córdoba. Lors de la traversée maritime puis durant le voyage à pied, la mortalité est très forte.

### Travail des esclaves
Les esclaves se retrouvent principalement à Potosí, centre minier où est extrait l'argent qui fera la richesse de l'empire espagnol et alors la ville la plus importante de toute l'Amérique du Sud. Marqués au fer, ils sont vendus sur la place publique. Ils sont surtout destinés aux travaux domestiques. Des essais pour les faire travailler dans les mines où les indigènes de l'altiplano sont soumis à la mita échouent, la population noire ne s'acclimatant pas bien aux grandes altitudes et aux basses températures, ce qui provoque une forte mortalité. Ils travaillent aussi dans la chaufferie de la Casa de la Moneda de Potosí au sein de laquelle est frappée la monnaie de tout l'empire. Les riches familles espagnoles et créoles de la ville possèdent leurs domestiques noirs de même que certains caciques amérindiens. Quelques Noirs se font artisans, cordonniers, orfèvres, peintres et sculpteurs. Alors que dans le reste de l'Amérique latine, ils sont massivement employés dans les plantations, ceci ne se produit qu'à une moindre échelle dans le Haut-Pérou. La majeure partie des esclaves employés pour des tâches agricoles sont envoyés dans les plantations de coca des Yunga où est concentrée de nos jours la population afro-bolivienne.

### Législation
Tout comme dans le reste de l'empire espagnol, les esclaves sont soumis à une législation très stricte. Les châtiments qui leur sont appliqués en cas de faute sont bien plus sévères que ceux qui s'appliquent aux groupes de population espagnole, créole et métis. Ils sont aussi soumis à l'institution de l'inquisition qui juge les cas de sorcellerie, réminiscence des traditions africaines de la population noire. Ils peuvent acheter leur liberté avec le consentement de leur maître ou ce dernier peut décider de la leur octroyer mais les cas sont rares. L'esclavage est officiellement supprimé par un décret de Simón Bolívar mais est rétabli sous le gouvernement d'Andrés de Santa Cruz (1829-1839). La suppression définitive intervient sous le gouvernement de Manuel Isidoro Belzu, la constitution du 26 octobre 1851 proclamant que « tout homme naît libre en Bolivie ».

## Culture
Les Afro-Boliviens se distinguent tout particulièrement dans les champs de la musique et de la danse. Dans la danse dite de la morenada, les participants s'habillent de luxueux habits de velours et de soie brodée de fils imitant l'or et l'argent. Ils portent des masques aux traits négroïdes et brandissent un bâton pour marquer le rythme. Les femmes ne pouvaient à l'origine participer à cette danse. Parmi les autres danses, figurent la saya et la danse des tundiquis, uniquement rythmées par le tambour. On note aussi l'existence de « rois » au sein des groupes folkloriques afro-boliviens, ceci faisant référence selon les uns à une réminiscence des systèmes tribaux africains, pour d'autres à la figure de Melchior, l'un des trois rois mages et saint patron de la population afro-bolivienne.

## Monarchie cérémoniale

Étendard royal de la communauté afro-bolivienne.

La Maison royale afro-bolivienne est une monarchie cérémonielle reconnue comme faisant partie de l'État plurinational de Bolivie, qui n'interfère pas avec le système de la République présidentielle en vigueur dans le pays. La monarchie est traitée comme une communauté avec une certaine autonomie.
Les composants de cette maison royale sont les descendants d'une ancienne monarchie qui ont été amenés en Bolivie comme esclaves. Le monarque fondateur, Uchicho, aurait été d'origine kongo et sénégalaise, et a été amené à l'Hacienda du marquis de Pinedo, dans la région de Los Yungas dans ce qui est aujourd'hui le département de La Paz. D'autres esclaves l'auraient reconnu comme un homme d'origine royale en voyant son torse exposé avec des marques tribales royales portées uniquement par la royauté. Il fut couronné en 1823 et lui succéda Bonifaz, qui adopta le nom de famille de Pinedo, le propriétaire de la plantation. Don Bonifaz a été remplacé à son décès par Don José et lui même par Don Bonifacio, ce dernier ayant été couronné en 1932. À la mort de Don Bonifacio en 1954, la maison royale était dirigée par sa fille aînée Doña Aurora. Le fils aîné d'Aurora, Julio Pinedo, a reçu le titre de roi en 1992.
La maison royale a été officiellement reconnue par l'État bolivien en 2007 avec le couronnement public de Julio, l'actuel roi de la communauté afro-bolivienne, qui a été effectué par les autorités du département de La Paz.